# Night Ride Home
Albums de Joni Mitchell
Chalk Mark in a Rain Storm
(1988) Turbulent Indigo
(1994)
Singles
1. Night Ride Home
Sortie : 1991
2. Come In From The Cold
Sortie : 1991
3. Two Grey Rooms
Sortie : 1991

Night Ride Home est le quatorzième album studio de Joni Mitchell, sorti le 19 février 1991.

## Contenu
Cherokee Louise est une chanson qui parle d'un ami d'enfance de Mitchell ayant été victime d'abus sexuels. The Windfall (Everything For Nothing) raconte l'histoire d'une femme de chambre qui a essayé d'intenter un procès à la chanteuse, et Come in from the Cold traite de l'enfance et de la maturité.
Night Ride Home (intitulé à l'origine Fourth of July), qui a été le premier single publié, est inspiré par une nuit de pleine lune à Hawaï.

## Réception
L'album s'est classé 41e au Billboard 200.

## Liste des titres
Toutes les chansons sont écrites et composées par Joni Mitchell, sauf mention contraire.
| No  | Titre                                       | Auteur                                            | Durée |
| --- | ------------------------------------------- | ------------------------------------------------- | ----- |
| 1.  | Night Ride Home                             |                                                   | 3:21  |
| 2.  | Passion Play (When All the Slaves Are Free) |                                                   | 5:25  |
| 3.  | Cherokee Louise                             |                                                   | 4:32  |
| 4.  | The Windfall (Everything for Nothing)       |                                                   | 5:15  |
| 5.  | Slouching Towards Bethlehem                 | d'après le poème The Second Coming de W. B. Yeats | 6:54  |
| 6.  | Come in from the Cold                       |                                                   | 7:31  |
| 7.  | Nothing Can Be Done                         | Joni Mitchell, Larry Klein                        | 4:53  |
| 8.  | The Only Joy in Town                        |                                                   | 5:11  |
| 9.  | Ray's Dad's Cadillac                        |                                                   | 4:33  |
| 10. | Two Grey Rooms                              |                                                   | 3:57  |

## Personnel
- Joni Mitchell : chant, guitare, claviers, percussions, billatron (piste 6), hautbois (piste 8), omnichord (piste 8)
- Jeremy Lubbock : chef d'orchestre, arrangeur musical, arrangement cordes (piste 10)
- Brenda Russell : chœurs (piste 9)
- David Baerwald : chœurs (piste 7)
- Michael Landau : guitare (piste 10)
- Bill Dillon : guitare (pistes 2 et 7, pedal steel guitar (piste 1)
- Wayne Shorter : saxophone soprano (pistes 3 et 9)
- Larry Klein : basse, percussions (pistes 1, 2, 3, 5 et 6), guitare (piste 6), claviers (piste 7)
- Alex Acuña : percussions (pistes 1, 2, 5, 6, 7 et 8)
- Vinnie Colaiuta : batterie (pistes 4, 5, 6 et 10), caisse claire (piste 3)
- Karen Peris : chœurs (piste 3)